# ميان افتخار الدين
ميان افتخار الدين (8 أبريل 1907 - 6 يونيو 1962) سياسي في الهند البريطانية وباكستان فيما بعد. كان ناشطًا بارزًا في المؤتمر الوطني الهندي، انضم لاحقًا إلى رابطة مسلمي عموم الهند، وعمل من أجل قضية باكستان تحت قيادة محمد علي جناح.

## حياته السياسية

### المؤتمر الوطني الهندي
انضم ميان افتخار الدين إلى حزب المؤتمر عام 1936. وانتخب في مجلس مقاطعة البنجاب في عام 1937 وأصبح رئيسًا لفرع الحزب في البنجاب في عام 1940، وظل في هذا المنصب حتى عام 1945. كان افتخار الدين مُقريًا جدًا من جواهر لال نهرو. وفي عام 1937 كان له دور فعال في تقديم زعيم كشمير شيخ محمد عبد الله إلى نهرو.
عارض افتخار الدين قرار لاهور، وفي عام 1945 استقال افتخار الدين من حزب المؤتمر وانضم إلى الرابطة الإسلامية.

### الرابطة الإسلامية
انضم افتخار الدين إلى رابطة مسلمي عموم الهند في سبتمبر 1945. وقد استخدم منزل أجداده الفخم لتدريب الحرس الوطني المسلم. وانتخب لعضوية مجلس مقاطعة البنجاب عام 1946، وقاد حركة العصيان المدني ضد حكومة خضر حياة تيوانا.

### باكستان تايمز
أسس افتخار الدين صحيفة باكستان تايمز، وهي صحيفة بدأها اليساريون في الرابطة الإسلامية لخلق توازن ضد صحيفة داون، الناطقة بلسان الرابطة الإسلامية.

### نزاع كشمير
في عام 1947 لعب افتخار الدين دورًا رئيسيًا في تطور الصراع في كشمير. يذكر زعيم مؤتمر جميع مسلمي جامو وكشمير سردار محمد إبراهيم أنه ذهب إلى لاهور في 28 أغسطس 1947 طالباً مساعدة باكستان، بعد جهود لمدة أسبوع التقى إبراهيم أخيراً بافتخار الدين، الذي ذهب إلى سريناغار لإجراء استفساراته الخاصة. ويقول سردار إبراهيم أنه عاد مقتنعًا بجميع النقاط التي أثارها.